# Ome Jan (Willeke Alberti)
Ome Jan is een single van de Nederlandse zangeres Willeke Alberti. Het nummer kwam uit in 1993 en piekte op de tiende plaats van de Nederlandse Top 40. Het stond in totaal tien weken in deze hitlijst. De tekst en muziek zijn van Jeroen Englebert en Pim Koopman.

## Tekst
De tekst vertelt van suikeroom Jan, die niet veel uitvoert maar toch goed bij kas is. Hij gaat met het gezin op vakantie en betaalt alle onkosten. Volgens het refrein vraagt niemand zich af waar ome Jan het geld vandaan haalde. In het laatste couplet blijkt dat ome Jan achter de tralies zit. Dit doet vermoeden dat ome Jan zijn geld niet op rechtmatige wijze heeft verkregen en nu moet boeten voor zijn criminele daden. Het refrein wordt dan ongewijzigd herhaald.

## Structuur
Volgens Yke Schotanus heeft het nummer een onlogisch refrein. Aan het einde van het nummer te horen: "Dag ome Jan, tot volgende week hè, dan ben ik weer bij je". 

## Nummers
| Nr. | Titel                     | Tekst                         | Muziek             | Duur |
| --- | ------------------------- | ----------------------------- | ------------------ | ---- |
| 1.  | Ome Jan                   | Jeroen Englebert, Pim Koopman | Englebert, Koopman | 4:30 |
| 2.  | De liefde van je vrienden | Peter van Asten               | Piet Souer         | 3:18 |